# Yukio Kasahara
Pour les articles homonymes, voir Kasahara.
Yukio Kasahara (笠原 幸雄, Kasahara Yukio) (6 novembre 1889 - 2 janvier 1988) est un général de l'armée impériale japonaise durant la seconde guerre sino-japonaise.

## Biographie
Né dans une famille militaire à Sendai, Kasahara étudie cependant au lycée d’Hibiya à Tokyo dans sa jeunesse. Il sort diplômé de la 22e promotion de l'académie de l'armée impériale japonaise en 1913 puis de la 22e promotion de l'école militaire impériale du Japon en novembre 1918.
Kasahara est ensuite envoyé comme attaché militaire à Moscou de 1929 à 1932 et apprend à parler couramment le russe. De retour au Japon, il est affecté à la branche soviétique de la 4e section (renseignements militaires européen et américain) du 2e bureau de l'État-major de l'armée impériale japonaise.
De 1933 à 1934, il est instructeur à l'école de cavalerie puis est commandant du régiment de cavalerie de la garde impériale de 1934 à 1936. Kasahara retourne au 2e bureau de l'État-major en 1936 en tant que chef des 4e, 5e et 6e sections, couvrant tous les renseignement européens, américains et russes. Il est un fervent partisan d'une expansion territoriale vers l'Union soviétique (hokushin-ron), pensant que ce pays représente une trop grande menace et une grande opportunité pour le Japon.
De 1937 à 1938, Kasahara est affecté au Mandchoukouo comme vice-chef d'État-major de l'armée japonaise du Guandong. Il visite l'Allemagne dans le cadre d'une mission militaire en 1938 après la signature du pacte tripartite puis retourne à l'État-major au Japon. Cependant, Kasahara est très vite envoyé en Chine. De 1939 à 1941, il sert comme chef d'État-major de l'armée régionale japonaise de Chine du Nord. Il est ensuite commandant-en-chef de la 12e division de 1941 à 1942. Pendant la majeure partie de la guerre, il sert comme chef d'État-major de l'armée du Guandong. Cependant, en avril 1944, il est nommé à la place du général Yoshio Uetsuki comme commandant de la 11e armée et participe l'opération Ichi-Go et notamment à la bataille de Guilin-Liuzhou.